# Орлово језеро
Орлово језеро је мало вјештачко језеро на планини Озрен, у општини Петрово, у Републици Српској.
Језеро површине око 1500  налази се код ушћа Студеног потока у рјечицу Јадрину. Настало је преграђивањем тока Студеног потока, који на том мјесту пуни усјек између стрмих и оштрих косина. Просјечна дубина језера је око 2 m.
Осим обичном водом из потока, језеро се пуни и минералном водом из оближњег извора.
Уз језеро се налази угоститељски објекат у изградњи. По косинама поред језера и у околини језера налазе се бројни отвори настали трагањем за рудом азбеста, која је обрађивана у оближњој творници азбеста.